# Eelke Jelles Eelkema
Eelke Jelles Eelkema (ook Eelkama) (Leeuwarden, 8 juli 1788 - aldaar, 27 november 1839), was een Nederlandse kunstschilder. Hij schilderde landschappen, stillevens met bloemen en fruit.

## Leven en werk
Vanwege zijn doofheid, veroorzaakt door een ziekte op zevenjarige leeftijd, werd hij van zijn elfde tot zijn negentiende jaar opgeleid aan het Doofstommeninstituut in Groningen, waar hij tekenles kreeg van G. de San en schilderles van J.N. Schoonbeek.
In 1804 won hij de eerste prijs aan de Academie Minerva en zijn werk werd hogelijk geprezen. In 1816 bezocht hij Parijs met een Koninklijke Subsidie; in 1818 maakte hij een voetreis naar Frankrijk en Zwitserland tot Turijn. Later schilderde hij ook in Londen, Haarlem en Amsterdam.
Zelf gaf Eelkema ook schilder- en tekenlessen, van 1821-1829 aan het Franeker Atheneum, maar ook aan onder anderen zijn volle neef Cornelis Bernardus Buijs, die op zijn beurt weer lesgaf aan de bekende Haagse Schoolschilder Jozef Israëls en aan Taco Mesdag, de oudere broer van Hendrik Willem Mesdag.
In 1839 overleed Eelkema in Leeuwarden, nadat hij twee jaar eerder ook blind was geworden.
Werk van Eelkema bevindt zich onder meer in de collectie van het Rijksmuseum Amsterdam, tezamen met het paneel Bloemen in een terracotta vaas uit de nalatenschap van Albertus Jonas Brandt dat in 1821 in onvoltooide staat werd verworven door het Museum van Levende Nederlandsche Meesters en in 1822 door  Eelkema werd voltooid.

## Galerij

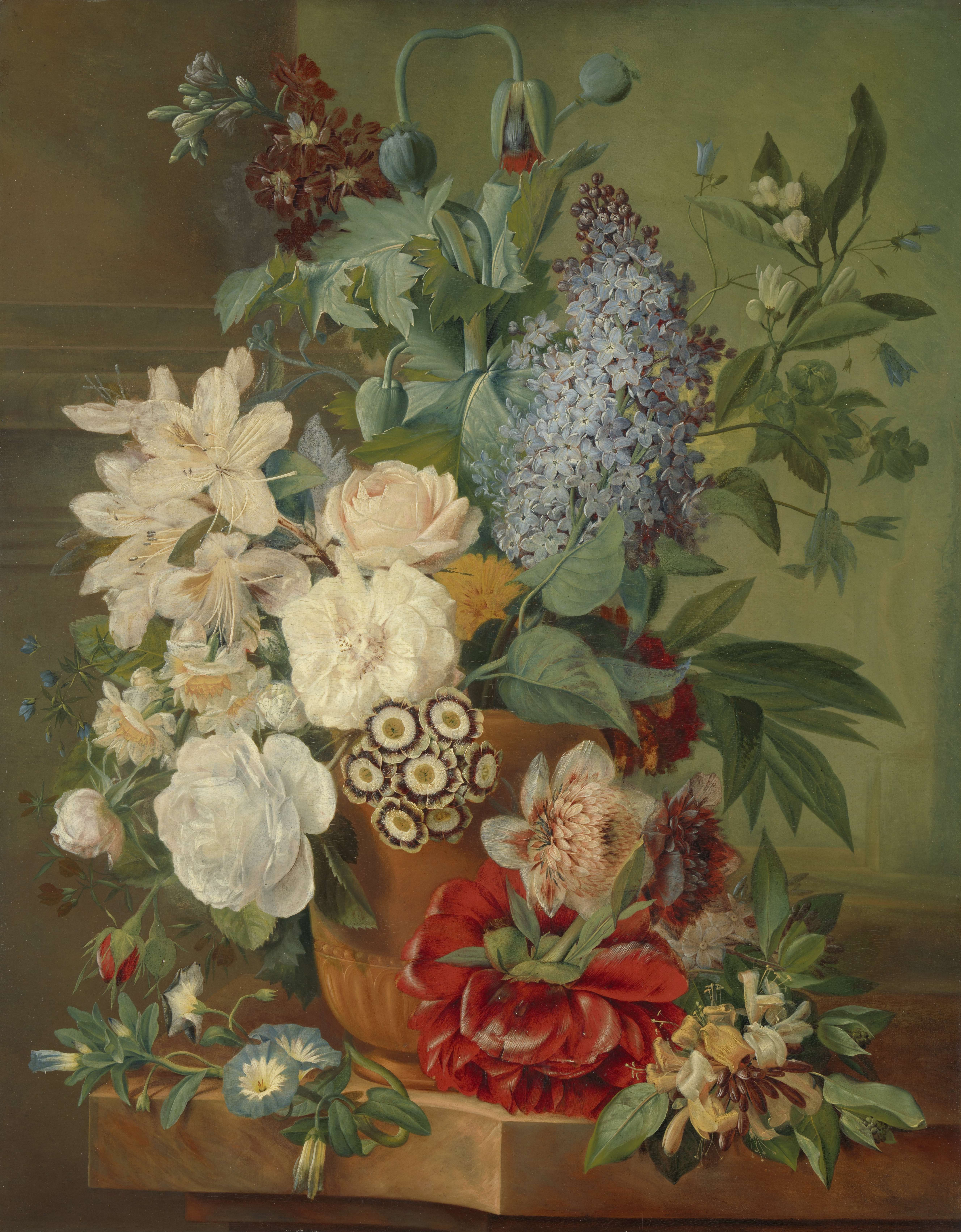
A.J. Brandt: Bloemen in een terracotta vaas, voltooid door Eelkema
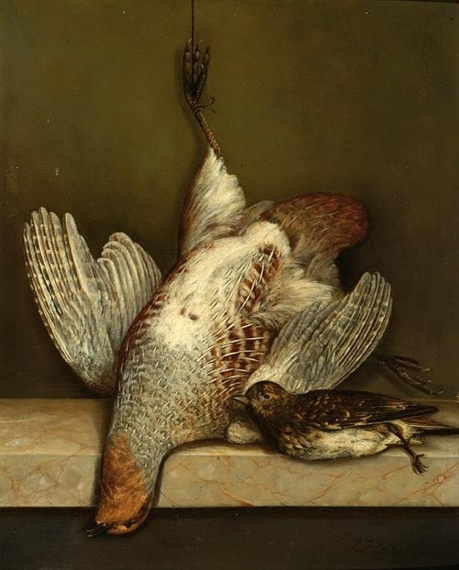
Dood wild
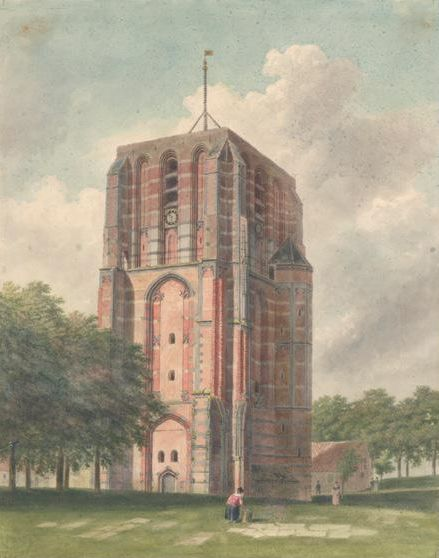
Gezicht op de Oldehove te Leeuwarden
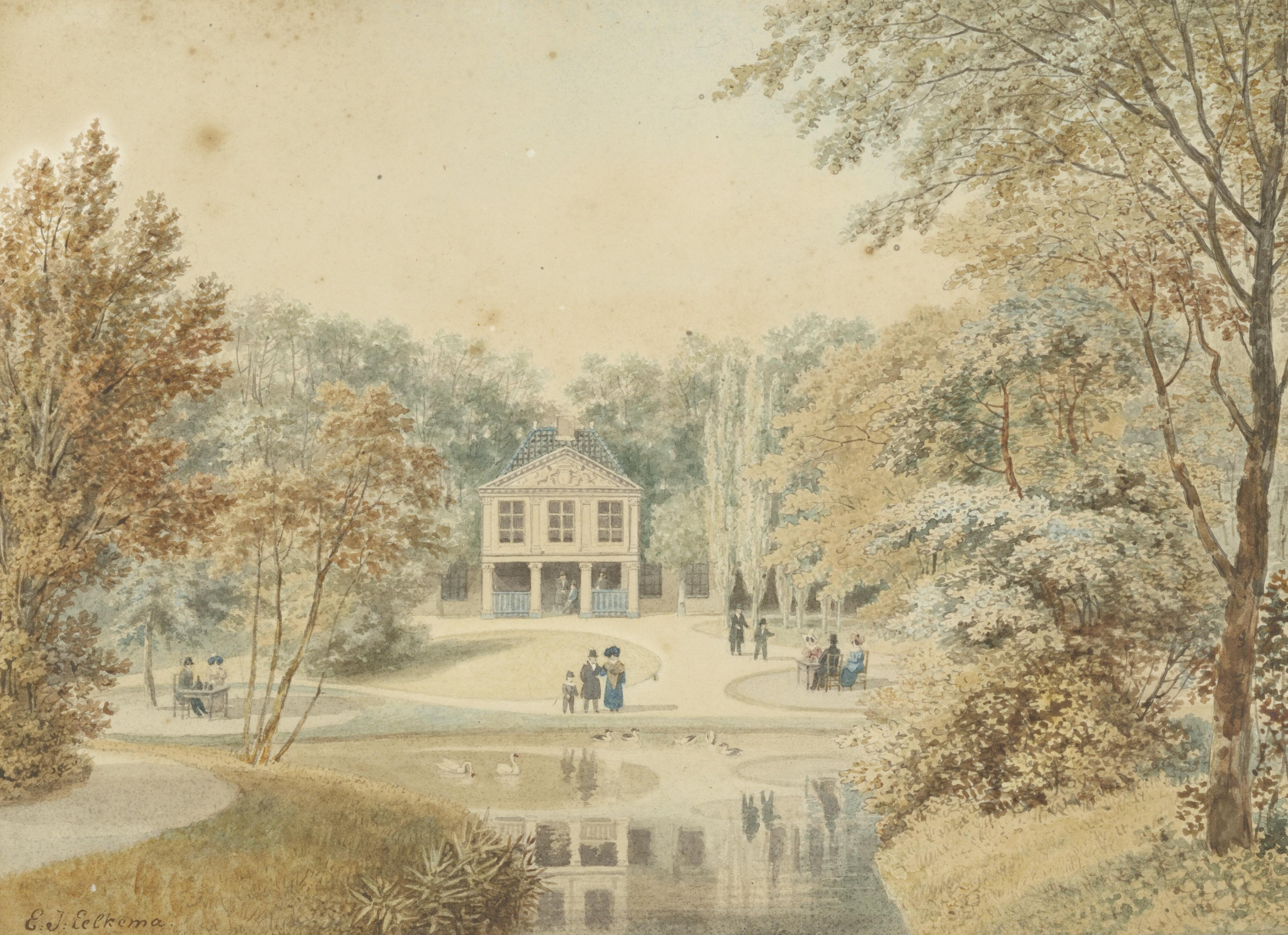
Gezicht in de Prinsentuin te Leeuwarden
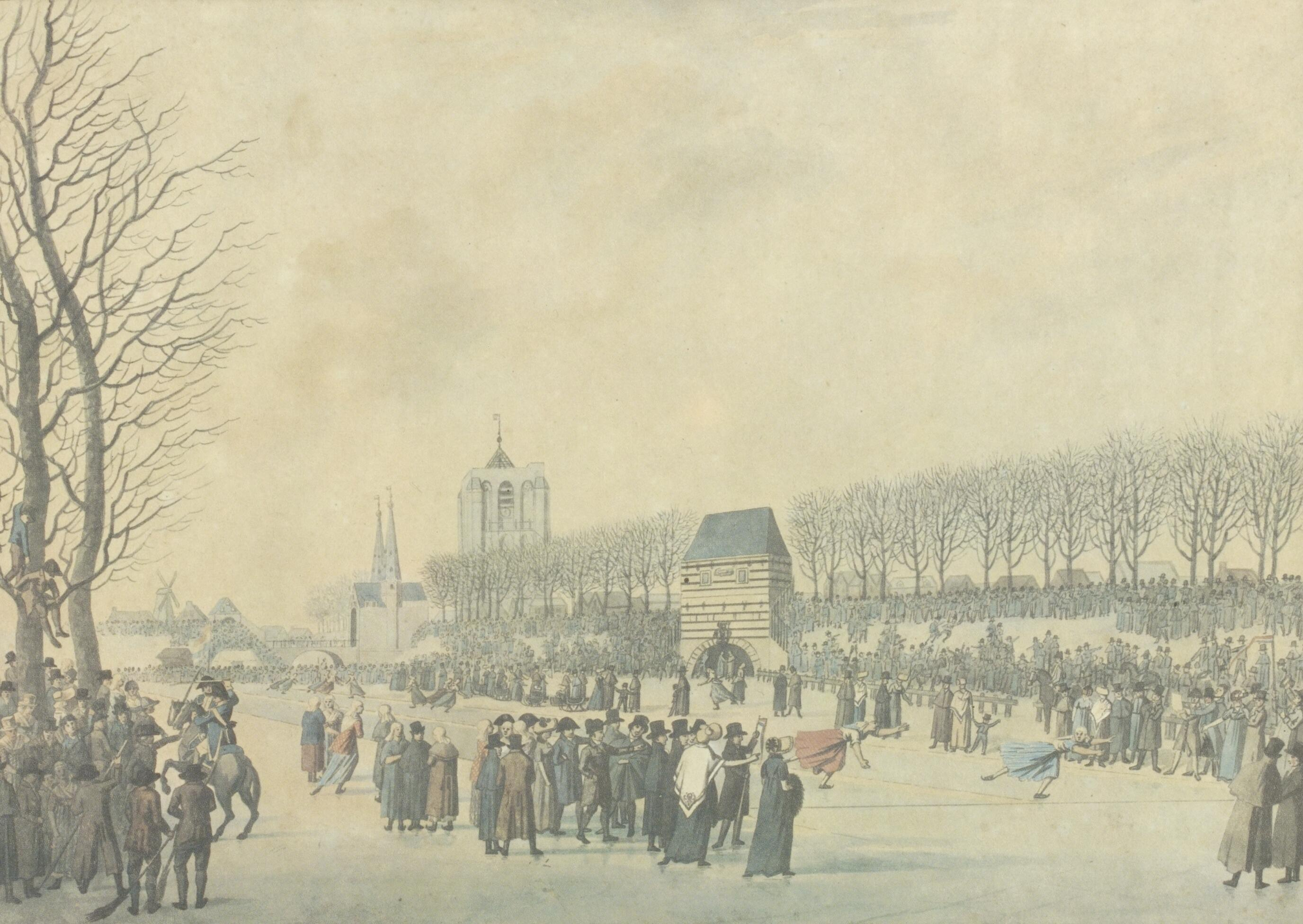
Hardrijderij voor vrouwen op de stadsgracht bij de Vrouwenwaterpoort te Leeuwarden
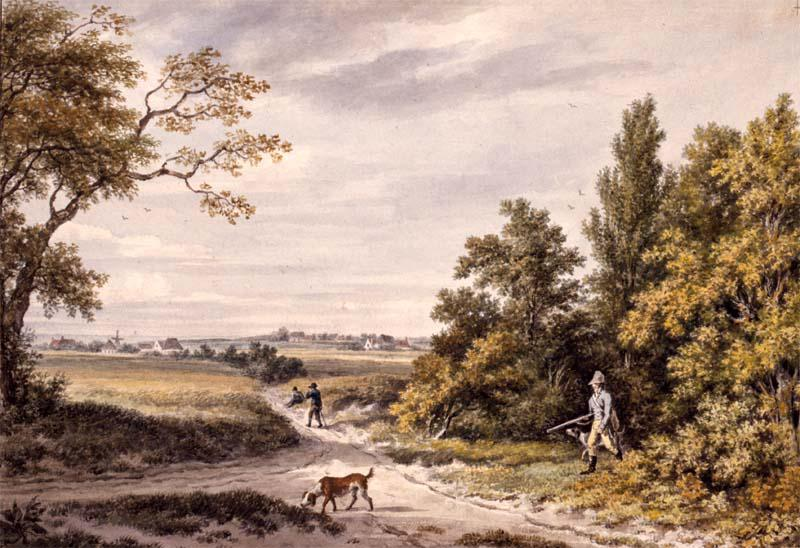
Gezicht op Gaasterland
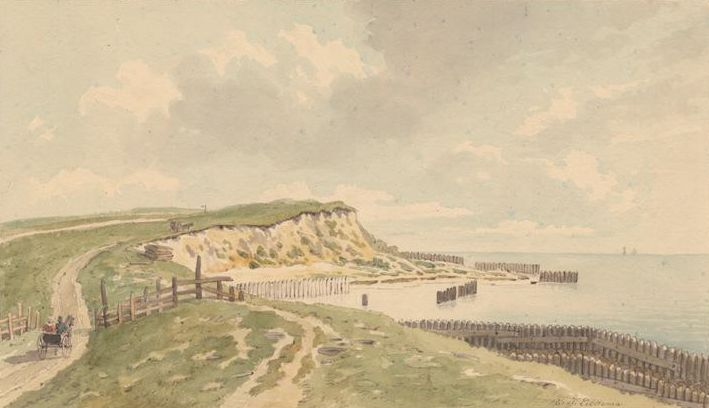
Gezicht op het Rode Klif te Scharl
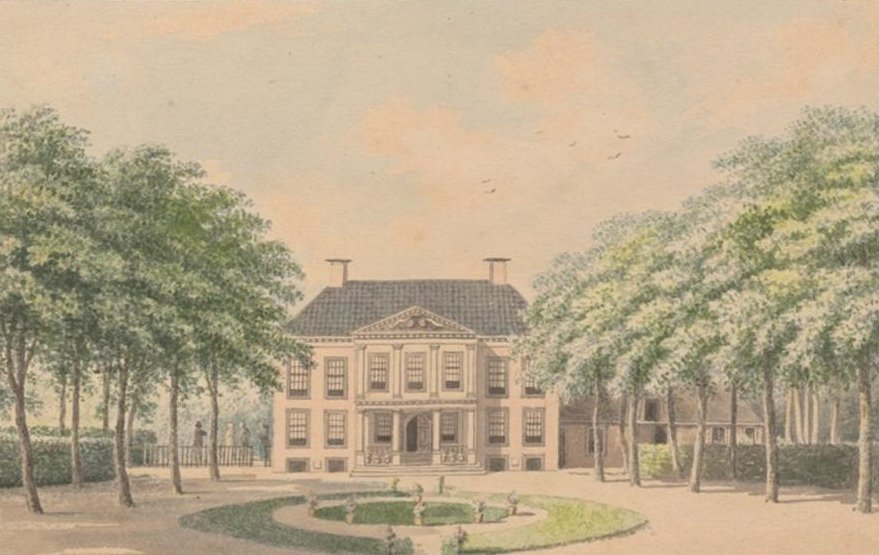
Gezicht op Douma State te Langweer

- Biografisch Portaal: 24872340
- Digitale Bibliotheek voor de Nederlandse Letteren: eelk002
- International Standard Name Identifier: 0000 0000 6933 5520
- Nederlandse Thesaurus van Auteursnamen: 155653490
- RKD-Nederlands Instituut voor Kunstgeschiedenis: 25583
- Union List of Artist Names: 500017500
- Virtual International Authority File: 95788588
- WorldCat: E39PBJhCDP4Tk4ghVCjjw4RtKd